# Fleurigné
Fleurigné (bretonisch: Flurinieg) ist eine ehemalige französische Gemeinde mit 929 Einwohnern (Stand 1. Januar 2022) im Département Ille-et-Vilaine in der Region Bretagne. Sie gehörte zum Arrondissement Fougères-Vitré. Die Einwohner werden Fleurignéens und Fleurignéennes genannt.
Die ehemalige Gemeinde erhielt 2023 die Auszeichnung „Drei Blumen“, die vom Conseil national des villes et villages fleuris (CNVVF) im Rahmen des jährlichen Wettbewerbs der blumengeschmückten Städte und Dörfer verliehen wird.
Der Erlass vom 26. September 2023 legte mit Wirkung zum 1. Januar 2024 die Eingliederung von Fleurigné als Commune déléguée zusammen mit der früheren Gemeinde La Chapelle-Janson zur neuen Commune nouvelle La Chapelle-Fleurigné fest.

## Geografie
Fleurigné liegt an der Grenze zum Département Mayenne, etwa 48 Kilometer nordöstlich von Rennes und etwa sechs Kilometer ostsüdöstlich von Fougères.
Umgeben wird Fleurigné von den Nachbargemeinden und der Commune déléguée:
| Laignelet | Le Loroux                                   |                                       |
| Beaucé    | Kompassrose, die auf Nachbargemeinden zeigt | Larchamp (Mayenne)                    |
|           | La Selle-en-Luitré                          | La Chapelle-Janson (Commune déléguée) |

## Bevölkerungsentwicklung

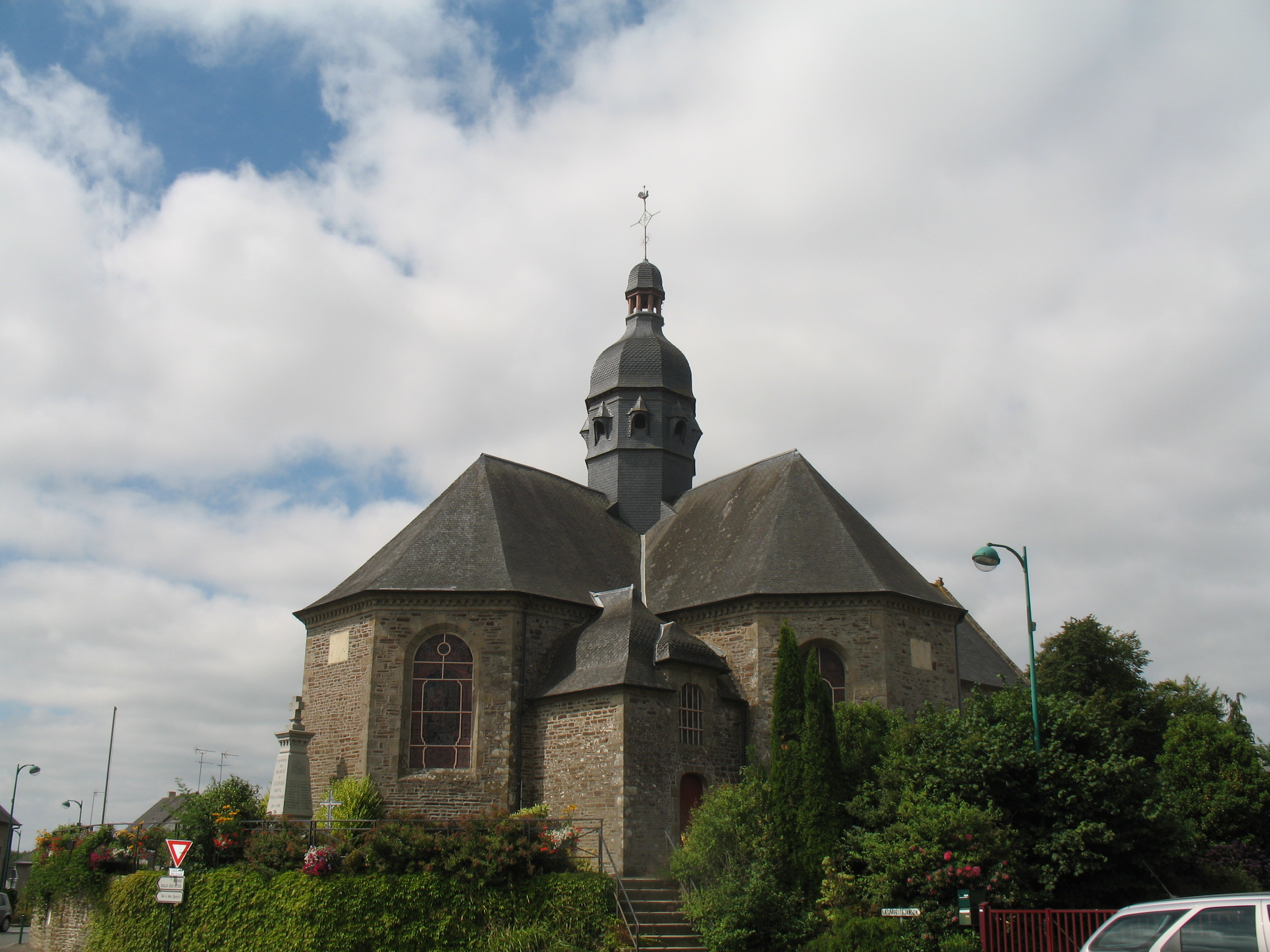
Kirche Saint-Martin

| Fleurigné: Einwohnerzahlen von 1793 bis 2021                                                                               | Fleurigné: Einwohnerzahlen von 1793 bis 2021 | Fleurigné: Einwohnerzahlen von 1793 bis 2021 | Fleurigné: Einwohnerzahlen von 1793 bis 2021 | Fleurigné: Einwohnerzahlen von 1793 bis 2021 |
| --- | -------------------------------------------- | -------------------------------------------- | -------------------------------------------- | -------------------------------------------- |
| Jahr |                                              |                                              |                                              | Einwohner                                    |
| 1793 | 1793                                         |                                              | 1.047                                        | 1.047                                        |
| 1800 | 1800                                         |                                              | 952                                          | 952                                          |
| 1806 | 1806                                         |                                              | 1.128                                        | 1.128                                        |
| 1821 | 1821                                         |                                              | 1.116                                        | 1.116                                        |
| 1831 | 1831                                         |                                              | 1.059                                        | 1.059                                        |
| 1836 | 1836                                         |                                              | 1.030                                        | 1.030                                        |
| 1841 | 1841                                         |                                              | 950                                          | 950                                          |
| 1846 | 1846                                         |                                              | 962                                          | 962                                          |
| 1851 | 1851                                         |                                              | 990                                          | 990                                          |
| 1856 | 1856                                         |                                              | 960                                          | 960                                          |
| 1861 | 1861                                         |                                              | 993                                          | 993                                          |
| 1866 | 1866                                         |                                              | 978                                          | 978                                          |
| 1872 | 1872                                         |                                              | 961                                          | 961                                          |
| 1876 | 1876                                         |                                              | 996                                          | 996                                          |
| 1881 | 1881                                         |                                              | 972                                          | 972                                          |
| 1886 | 1886                                         |                                              | 981                                          | 981                                          |
| 1891 | 1891                                         |                                              | 965                                          | 965                                          |
| 1896 | 1896                                         |                                              | 910                                          | 910                                          |
| 1901 | 1901                                         |                                              | 904                                          | 904                                          |
| 1906 | 1906                                         |                                              | 867                                          | 867                                          |
| 1911 | 1911                                         |                                              | 863                                          | 863                                          |
| 1921 | 1921                                         |                                              | 804                                          | 804                                          |
| 1926 | 1926                                         |                                              | 771                                          | 771                                          |
| 1931 | 1931                                         |                                              | 760                                          | 760                                          |
| 1936 | 1936                                         |                                              | 709                                          | 709                                          |
| 1946 | 1946                                         |                                              | 732                                          | 732                                          |
| 1954 | 1954                                         |                                              | 717                                          | 717                                          |
| 1962 | 1962                                         |                                              | 702                                          | 702                                          |
| 1968 | 1968                                         |                                              | 674                                          | 674                                          |
| 1975 | 1975                                         |                                              | 676                                          | 676                                          |
| 1982 | 1982                                         |                                              | 812                                          | 812                                          |
| 1990 | 1990                                         |                                              | 841                                          | 841                                          |
| 1999 | 1999                                         |                                              | 896                                          | 896                                          |
| 2006 | 2006                                         |                                              | 997                                          | 997                                          |
| 2015 | 2015                                         |                                              | 1.017                                        | 1.017                                        |
| 2021 | 2021                                         |                                              | 917                                          | 917                                          |
| Quelle(n): EHESS/Cassini bis 1999, INSEE ab 2006 Anmerkung(en): Ab 1962 offizielle Zahlen ohne Einwohner mit Zweitwohnsitz |                                              |                                              |                                              |                                              |

## Sehenswürdigkeiten
In der ehemaligen Gemeinde befindet sich die Kirche Saint-Martin aus dem 17. Jahrhundert, die seit 1931 als Monument historique eingeschrieben ist. Sie birgt zahlreiche Ausstattungsgegenstände, die in der Base Palissy gelistet sind und als Monument historique der beweglichen Objekte klassifiziert sind.
Weiterhin sind das Schloss Le Bois Février aus dem 18. Jahrhundert und das Herrenhaus La Motte d’Iné mit Ursprüngen aus dem 16. Jahrhundert beachtenswert.

## Verkehrsanbindung
Fleurigné liegt an der Route nationale 12. Nach Fougères im Nordwesten sind es 8,3 Kilometer und nach La Pellerine im Südosten 6,2 Kilometer. Im Norden liegt in drei Kilometer Entfernung La Chapelle-Janson und nach La Selle-en-Luitré im Süden sind es rund sechs Kilometer. Die Autobahn 84 (Europastraße 3) liegt in Richtung Westen etwa 20 Kilometer entfernt.